# 2003年の日本競馬
2003年の日本競馬（2003ねんのにほんけいば）では、2003年（平成15年）の日本競馬界についてまとめる。
2002年の日本競馬 - 2003年の日本競馬 - 2004年の日本競馬

## 概要

### スティルインラブが史上2頭目の三冠牝馬
スティルインラブが桜花賞・優駿牝馬（オークス）・秋華賞の牝馬三冠レースを全て制し、1986年のメジロラモーヌ以来、JRA史上2頭目の牝馬三冠を達成した。
メジロラモーヌの時には三冠目はエリザベス女王杯（4歳馬=当時の表記限定、2400m）であり、三冠目が秋華賞となってからの牝馬三冠馬は初めて。
ただし、三冠レースの1番人気はすべてアドマイヤグルーヴ（桜花賞3着、優駿牝馬7着、秋華賞2着）に譲った。
逆に、1番人気に支持されたローズステークスとエリザベス女王杯ではいずれもアドマイヤグルーヴに敗れた。
騎乗した幸英明騎手にとって、桜花賞が騎手デビュー以来初のGI優勝となった。

### 牡・牝同時三冠ならず
牡馬のクラシック三冠レースではネオユニヴァースが皐月賞と東京優駿（日本ダービー）を制し、二冠馬となった。
騎乗していたミルコ・デムーロ騎手は、JRA史上初の外国人のダービージョッキーとなった。
三冠がかかる菊花賞には特例で騎乗が認められたが、ザッツザプレンティの3着に敗れ、JRA史上6頭目の三冠馬、そしてJRA史上初の牡馬・牝馬同時三冠達成はならなかった。
牡馬・牝馬で同時に「二冠馬」が誕生したのは1975年（カブラヤオーとテスコガビー）以来28年ぶりであった。

### 福島競馬開催の見直し
2002年までの福島競馬の開催は夏1開催・秋2開催行われたが、年間の競馬の平準化を図る目的から秋の開催のうち1開催分を春に移行した。これに伴いカブトヤマ記念が春の開催に移行したが、この年の開催をもって廃止された。2004年から春の福島開催での重賞として福島牝馬ステークスが新設された。

## できごと

### 1月 - 3月
- 1月5日 - 姫路競馬場で中央競馬の場外発売を開始[3]。
- 1月19日 - ナリタトップロードの引退式が京都競馬場で行われる[3]。
- 1月26日 - ジャングルポケットの引退式が京都競馬場で行われる[3]。
- 2月5日 - JRAは田中耕太郎調教師の調教師免許を取り消し。不正な手段を用いて馬主から不当な利益を得る行為が施行規程違反に該当したため[4]。
- 2月7日 - 船橋競馬場の石崎隆之騎手が通算5,000勝を達成[4]。
- 2月13日 - 笠松競馬場の安藤勝己騎手がJRAの騎手免許試験に合格、3月1日より中央競馬の騎手となった。地方競馬の騎手が中央競馬に転向するのは初めて。
- 2月23日 - 中央競馬の河内洋の引退式が京都競馬場で行われる[4]。
- 3月3日 - 足利競馬場が廃止[4]。
- 3月3日 - ウインズ汐留の7階に、大井競馬場の専用場外発売所「offt汐留」がオープン[4]。
- 3月20日 - イラク戦争の影響（航空機の欠航）により、ドバイワールドカップに出走予定のゴールドアリュールをはじめ、日本からのドバイワールドカップミーティング出走予定馬は全馬が回避となった[5]。
- 3月20日 - 鹿児島から栗東に向かっていた馬運車が、山口県内の山陽自動車道上り線で追突・横転事故に巻き込まれる。地方馬1頭を含む競走馬4頭が死亡[5]。
- 3月24日 - ノースヒルズマネジメントが建設中だった、鳥取県岸本町のトレーニングセンター「大山ヒルズ」がお披露目される[6]。
- 3月30日 - ビリーヴが高松宮記念を制し、史上初の秋（スプリンターズステークス）・春（高松宮記念）スプリントGI制覇を達成。安藤勝己騎手はJRAのGI初制覇。
- 3月30日 - 8歳馬スマートボーイが平安ステークスに次いでマーチステークスを優勝。8歳馬が年間に重賞を2勝するのはJRA史上初めて。

### 4月 - 6月
- 4月1日 - 日本中央競馬会は、騎手に対してのドーピング検査を正式に実施することを決定した[4]。
- 4月1日 - 大井競馬において、調教専門厩務員制度が始まる[4]。
- 4月1日 - 南関東競馬において、全競走で三連単が発売されるようになる[4]。
- 4月12日・4月13日 - 松元省一調教師は12日に通算500勝を達成し、13日には桜花賞をスティルインラブで制し牝馬のクラシックを初制覇。幸英明騎手は12日に通算400勝を達成し、13日の桜花賞では騎手デビュー10年目でGI初優勝。
- 4月14日 - 日本中央競馬会は、国際交流競走の有力馬出走を促すために、特に定めた国際GI優勝馬が宝塚記念・ジャパンカップ・ジャパンカップダートを優勝した場合に褒賞金を交付すると発表[4]。
- 4月18日 - シンガポールで厩舎を開業した高岡秀行調教師（元ホッカイドウ競馬調教師）が32戦目で初勝利を挙げる[4]。
- 4月26日 - 改装中だった東京競馬場の工事が竣工。約11か月ぶりに競馬が開催された[4]。
- 4月27日 - エイシンプレストンが沙田競馬場で行われたクイーンエリザベス2世カップ(G1)で、昨年に次ぐ連覇を達成。日本調教馬による海外の同一重賞連覇と海外の重賞3勝目はいずれも史上初[7]。
- 4月29日 - ホッカイドウ競馬のミニ場外発売所として、Aiba小樽・Aiba滝川・Aiba浦河がオープン[7]。
- 5月10日 - アグネスフライトの引退式が京都競馬場で行われる[7]。
- 5月24日 - 中央競馬のマークカードが一新される[7]。
- 5月25日 - 東海ステークスで1位入線のディーエスサンダーが他馬の進路を妨害して降着。2位入線の愛知所属のゴールドプルーフが繰り上がり1着。
- 6月1日 - 東京優駿で、ミルコ・デムーロ騎乗のネオユニヴァースが優勝。初の外国人騎手によるダービー制覇[7]。
- 6月12日 - 川崎競馬場に大型映像装置「キング・ビジョン」が完成、稼働を開始した[7]。
- 6月26日 - 短期免許が完了していたミルコ・デムーロ騎手が、臨時試験を経て菊花賞でのネオユニヴァースの騎乗が可能となった[8]。
- 6月26日 - 国際セリ名簿基準委員会により、京都大賞典が国際GIIに認定される[7]。
- 6月29日 - シンボリクリスエスと、3歳クラシックホースの初出走となったネオユニヴァースが出走した宝塚記念で6番人気のヒシミラクルが優勝。ある男性が同馬の単勝（1,630円）を1,222万円購入したことが話題となった。

### 7月 - 9月
- 7月3日 - ダーレー・ジャパンが船橋競馬場で所有馬をデビューさせる[9]。
- 7月8日 - 第5回ジャパンダートダービーで武豊騎乗のビッグウルフが優勝、武は同大会連覇を飾る。
- 7月10日 - 民間企業出資による福山競馬場の場外発売所である、島根県の三刀屋場外の設置が農林水産省の承認を受ける[7]。
- 7月13日 - ショウナンカンプの引退式が函館競馬場で行われる[7]。
- 7月20日 - 福永祐一騎手は通算500勝を達成。父・福永洋一元騎手は通算983勝を挙げており、武邦彦・豊親子、横山富雄・典弘親子に次ぐ史上3組目の「親子500勝」を達成。
- 7月26日 - 大井競馬場に、地方競馬の他地区の場外発売を行う「ふるさとコーナー」がオープン。初日よりばんえい競馬を発売[7]。
- 7月26日 - 高知競馬において、第2四半期から売上に応じて賞金・諸手当を変動させる「出来高払い制」が始まる[7]。
- 7月31日 - 兵庫県競馬組合において、免許取得から6年以内の兵庫所属騎手による「ヤングジョッキーステージ競走」が新設される[10]。
- 8月4日 - ホッカイドウ競馬において、日本初の民間施設の厩舎認定制度（外厩制）が開始される。認定第1号はビッグレッドファーム[10]。
- 8月9日 - 台風10号の影響により、第2回新潟競馬7日開催は中止となり、翌11日に代替開催が行われた。また、日本中央競馬会・日本馬主協会連合会は大きく被害を受けた日高地区の軽種馬生産牧場などに義捐金を贈呈している[10]。
- 8月11日 - 地方競馬全国協会の会長に山田榮司が就任[10]。
- 8月17日 - フランス・ドーヴィル競馬場で行われたG1ジャック・ル・マロワ賞に出走のテレグノシスが3着、ローエングリンは10着[10]。
- 8月24日 - タニノギムレットの引退式が札幌競馬場で行われる[10]。
- 8月28日 - 日本軽種馬協会が繋養しているピルサドスキーを母国アイルランドのナショナルスタッドに売却することを発表[11]。
- 9月1日 - 香港で行われた会合において、日本中央競馬会を含むアジア・オセアニア8か国の競馬統括機関の間での「善隣政策」が調印される。おもにインターネット上での違法賭博・国際ノミ行為について話し合われる[10]。
- 9月4日 - 茨城県ひたちなか市に大井競馬の場外馬券発売所「offtひたちなか」がオープン[10]。
- 9月7日 - ロンシャン競馬場で行われたG1ムーラン・ド・ロンシャン賞に出走したローエングリンは2着、テレグノシスは13着[10]。
- 9月13日 - 中央競馬の全競馬場・ウインズにおいて、当日開催するすべての競走が発売されるようになる[10]。
- 9月14日 - ゴールドアリュールの引退式が札幌競馬場で行われる[10]。
- 9月27日 - 十勝沖地震の影響により、ばんえい競馬の場外馬券発売所「ハロンズ釧路」の施設が損壊し、3日間業務を停止した[12]。

### 10月 - 12月
- 10月7日 - 日本中央競馬会がアイルランドの競走馬アラムシャーを種牡馬として購入することを発表[12]。
- 10月11日 - 東京競馬場内に岩手競馬の場外馬券発売所がオープン[12]。
- 10月14日 - 日本軽種馬協会が、アメリカ合衆国の種牡馬コロナドズクエストを購買することを発表[12]。
- 10月19日 - 第8回秋華賞で、スティルインラブが優勝し、史上2頭目の牝馬三冠達成[12]。
- 10月19日 - ビリーヴの引退式が京都競馬場で行われる[12]。
- 11月1日 - 小倉競馬場内に佐賀競馬の場外馬券発売所が開設される[12]。
- 11月2日 - シンボリクリスエスが第128回天皇賞（秋）に勝利し、史上初の天皇賞・秋連覇を達成。1分58秒0のレコードタイム。
- 11月3日 - 大井競馬場で行われた第3回JBC競走は、初めて中央競馬と同日の開催となり、このためウインズ立川・ウインズ難波で場外発売が行われた[12]。
- 11月9日 - 山本正司調教師が通算500勝を達成。
- 11月11日 - 山形県の上山競馬場が廃止[12]。
- 11月12日 - ダートグレード格付け委員会により、来年度の兵庫チャンピオンシップと名古屋優駿がGIIに格上げされる[13]。
- 11月16日 - アドマイヤグルーヴがエリザベス女王杯で3冠牝馬スティルインラブをハナ差抑えて優勝。祖母ダイナカール、母エアグルーヴに次ぐ3代GI制覇を記録。すべて牝馬はJRA史上初。
- 11月22日 - レディパステルの引退式が東京競馬場で行われる[12]。
- 11月29日 - 高知競馬場に225インチの大型スクリーンが導入される[12]。
- 11月30日 - タップダンスシチーがジャパンカップをレース史上最大の9馬身差をつけて圧勝。
- 12月14日 - 高知競馬場のハルウララが100連敗を達成[14]。
- 12月27日 - 降雪のため、中山大障害(JGI)は中止。翌年1月10日に延期となった[14]。
- 12月28日 - シンボリクリスエスが有馬記念を2分30秒5の芝2500メートル日本レコードでレース史上最大の9馬身差をつけて圧勝し、史上4頭の同レース連覇を達成。全レース終了後に引退式を行った[14]。
- 12月28日 - 大井競馬場の新スタンド「L-WING」がグランドオープン[14]。

## 競走成績
太字はコースレコード、赤太字は日本レコード。

### 中央競馬・平地GI
| 競走名                                 | 競走名                                 | 優勝馬                     | 性齢 | 騎手                           | 調教師                         | 所属     |
| 月日                                   | 競馬場                                 | 優勝馬                     | 性齢 | 馬主                           | 馬主                           | 勝時計   |
| -------------------------------------- | -------------------------------------- | -------------------------- | ---- | ------------------------------ | ------------------------------ | -------- |
| 第20回フェブラリーステークス           | 第20回フェブラリーステークス           | ゴールドアリュール         | 牡4  | 武豊                           | 池江泰郎                       | JRA栗東  |
| 2月23日                                | 中山競馬場                             | ゴールドアリュール         | 牡4  | （有）社台レースホース         | （有）社台レースホース         | 1:50.9   |
| 第33回高松宮記念                       | 第33回高松宮記念                       | ビリーヴ                   | 牝5  | 安藤勝己                       | 松元茂樹                       | JRA栗東  |
| 3月30日                                | 中京競馬場                             | ビリーヴ                   | 牝5  | 前田幸治                       | 前田幸治                       | 1:08.1   |
| 第63回桜花賞                           | 第63回桜花賞                           | スティルインラブ           | 牝3  | 幸英明                         | 松元省一                       | JRA栗東  |
| 4月13日                                | 阪神競馬場                             | スティルインラブ           | 牝3  | （株）ノースヒルズマネジメント | （株）ノースヒルズマネジメント | 1:33.9   |
| 第63回皐月賞                           | 第63回皐月賞                           | ネオユニヴァース           | 牡3  | M.デムーロ                     | 瀬戸口勉                       | JRA栗東  |
| 4月20日                                | 中山競馬場                             | ネオユニヴァース           | 牡3  | （有）社台レースホース         | （有）社台レースホース         | 2:01.2   |
| 第127回天皇賞（春）                    | 第127回天皇賞（春）                    | ヒシミラクル               | 牡4  | 角田晃一                       | 佐山優                         | JRA栗東  |
| 5月4日                                 | 京都競馬場                             | ヒシミラクル               | 牡4  | 阿部雅一郎                     | 阿部雅一郎                     | 3:17.0   |
| 第8回NHKマイルカップ                   | 第8回NHKマイルカップ                   | ウインクリューガー         | 牡3  | 武幸四郎                       | 松元茂樹                       | JRA栗東  |
| 5月11日                                | 東京競馬場                             | ウインクリューガー         | 牡3  | （株）ウイン                   | （株）ウイン                   | 1:34.2   |
| 第64回優駿牝馬（オークス）             | 第64回優駿牝馬（オークス）             | スティルインラブ           | 牝3  | 幸英明                         | 松元省一                       | JRA栗東  |
| 5月25日                                | 東京競馬場                             | スティルインラブ           | 牝3  | （株）ノースヒルズマネジメント | （株）ノースヒルズマネジメント | 2:27.5   |
| 第70回東京優駿（日本ダービー）         | 第70回東京優駿（日本ダービー）         | ネオユニヴァース           | 牡3  | M.デムーロ                     | 瀬戸口勉                       | JRA栗東  |
| 6月1日                                 | 東京競馬場                             | ネオユニヴァース           | 牡3  | （有）社台レースホース         | （有）社台レースホース         | 2:28.5   |
| 第53回安田記念                         | 第53回安田記念                         | アグネスデジタル           | 牡6  | 四位洋文                       | 白井寿昭                       | JRA栗東  |
| 6月8日                                 | 東京競馬場                             | アグネスデジタル           | 牡6  | 渡辺孝男                       | 渡辺孝男                       | 1:32.1   |
| 第44回宝塚記念                         | 第44回宝塚記念                         | ヒシミラクル               | 牡4  | 角田晃一                       | 佐山優                         | JRA栗東  |
| 6月29日                                | 阪神競馬場                             | ヒシミラクル               | 牡4  | 阿部雅一郎                     | 阿部雅一郎                     | 2:12.0   |
| 第37回スプリンターズステークス         | 第37回スプリンターズステークス         | デュランダル               | 牡4  | 池添謙一                       | 坂口正大                       | JRA栗東  |
| 10月5日                                | 中山競馬場                             | デュランダル               | 牡4  | 吉田照哉                       | 吉田照哉                       | 1:08.0   |
| 第8回秋華賞                            | 第8回秋華賞                            | スティルインラブ           | 牝3  | 幸英明                         | 松元省一                       | JRA栗東  |
| 10月19日                               | 京都競馬場                             | スティルインラブ           | 牝3  | （有）ノースヒルズマネジメント | （有）ノースヒルズマネジメント | 1:59.1   |
| 第64回菊花賞                           | 第64回菊花賞                           | ザッツザプレンティ         | 牡3  | 安藤勝己                       | 橋口弘次郎                     | JRA栗東  |
| 10月26日                               | 京都競馬場                             | ザッツザプレンティ         | 牡3  | 阿部雅一郎                     | 阿部雅一郎                     | 3:05.9   |
| 第128回天皇賞（秋）                    | 第128回天皇賞（秋）                    | シンボリクリスエス         | 牡4  | O.ペリエ                       | 藤沢和雄                       | JRA美浦  |
| 11月2日                                | 東京競馬場                             | シンボリクリスエス         | 牡4  | シンボリ牧場                   | シンボリ牧場                   | 1:58.0   |
| 第28回エリザベス女王杯                 | 第28回エリザベス女王杯                 | アドマイヤグルーヴ         | 牝3  | 武豊                           | 橋田満                         | JRA栗東  |
| 11月16日                               | 京都競馬場                             | アドマイヤグルーヴ         | 牝3  | 近藤利一                       | 近藤利一                       | 2:11.8   |
| 第20回マイルチャンピオンシップ         | 第20回マイルチャンピオンシップ         | デュランダル               | 牡4  | 池添謙一                       | 坂口正大                       | JRA栗東  |
| 11月23日                               | 京都競馬場                             | デュランダル               | 牡4  | 吉田照哉                       | 吉田照哉                       | 1:33.3   |
| 第4回ジャパンカップダート              | 第4回ジャパンカップダート              | フリートストリートダンサー | 騸5  | J.コート                       | D.オニール                     | アメリカ |
| 11月29日                               | 東京競馬場                             | フリートストリートダンサー | 騸5  | T.レザーマン                   | T.レザーマン                   | 2:09.2   |
| 第23回ジャパンカップ                   | 第23回ジャパンカップ                   | タップダンスシチー         | 牡6  | 佐藤哲三                       | 佐々木晶三                     | JRA栗東  |
| 11月30日                               | 東京競馬場                             | タップダンスシチー         | 牡6  | （株）友駿ホースクラブ         | （株）友駿ホースクラブ         | 2:28.7   |
| 第55回阪神ジュベナイルフィリーズ       | 第55回阪神ジュベナイルフィリーズ       | ヤマニンシュクル           | 牝2  | 四位洋文                       | 浅見秀一                       | JRA栗東  |
| 12月7日                                | 阪神競馬場                             | ヤマニンシュクル           | 牝2  | 土井肇                         | 土井肇                         | 1:35.9   |
| 第55回朝日杯フューチュリティステークス | 第55回朝日杯フューチュリティステークス | コスモサンビーム           | 牡2  | D.バルジュー                   | 佐々木晶三                     | JRA栗東  |
| 12月14日                               | 中山競馬場                             | コスモサンビーム           | 牡2  | 岡田美佐子                     | 岡田美佐子                     | 1:33.7   |
| 第48回有馬記念                         | 第48回有馬記念                         | シンボリクリスエス         | 牡4  | O.ペリエ                       | 藤沢和雄                       | JRA美浦  |
| 12月28日                               | 中山競馬場                             | シンボリクリスエス         | 牡4  | シンボリ牧場                   | シンボリ牧場                   | 2:30.5   |

### 中央競馬・障害
| 競走名                    | 競走名                    | 優勝馬         | 性齢 | 騎手         | 調教師       | 所属    |
| 月日                      | 競馬場                    | 優勝馬         | 性齢 | 馬主         | 馬主         | 勝時計  |
| ------------------------- | ------------------------- | -------------- | ---- | ------------ | ------------ | ------- |
| 第5回中山グランドジャンプ | 第5回中山グランドジャンプ | ビッグテースト | 牡5  | 常石勝義     | 中尾正       | JRA栗東 |
| 4月19日                   | 中山競馬場                | ビッグテースト | 牡5  | （有）ビッグ | （有）ビッグ | 4:50.9  |

※12月27日に開催予定で、2004年1月10日に延期となった中山大障害はこちらを参照。

### 地方競馬主要競走
| 競走名                               | 競走名                               | 優勝馬           | 性齢 | 騎手                     | 調教師                   | 所属    |
| 月日                                 | 競馬場                               | 優勝馬           | 性齢 | 馬主                     | 馬主                     | 勝時計  |
| ------------------------------------ | ------------------------------------ | ---------------- | ---- | ------------------------ | ------------------------ | ------- |
| 第52回川崎記念                       | 第52回川崎記念                       | カネツフルーヴ   | 牡6  | 松永幹夫                 | 山本正司                 | JRA栗東 |
| 1月29日                              | 川崎競馬場                           | カネツフルーヴ   | 牡6  | （株）ローレルレーシング | （株）ローレルレーシング | 2:14.8  |
| 第25回帝王賞                         | 第25回帝王賞                         | ネームヴァリュー | 牝5  | 佐藤隆                   | 川島正行                 | 船橋    |
| 6月25日                              | 大井競馬場                           | ネームヴァリュー | 牝5  | 富岡眞治                 | 富岡眞治                 | 2:04.6  |
| 第5回ジャパンダートダービー          | 第5回ジャパンダートダービー          | ビッグウルフ     | 牡3  | 武豊                     | 中尾正                   | JRA栗東 |
| 7月8日                               | 大井競馬場                           | ビッグウルフ     | 牡3  | （有）ビッグ             | （有）ビッグ             | 2:04.9  |
| 第18回ダービーグランプリ             | 第18回ダービーグランプリ             | ユートピア       | 牡2  | 安藤勝己                 | 橋口弘次郎               | JRA栗東 |
| 9月23日                              | 盛岡競馬場                           | ユートピア       | 牡2  | 金子真人                 | 金子真人                 | 2:07.6  |
| 第16回マイルチャンピオンシップ南部杯 | 第16回マイルチャンピオンシップ南部杯 | アドマイヤドン   | 牡4  | 安藤勝己                 | 松田博資                 | JRA栗東 |
| 10月13日                             | 盛岡競馬場                           | アドマイヤドン   | 牡4  | 近藤利一                 | 近藤利一                 | 1:35.4  |
| 第3回JBCスプリント                   | 第3回JBCスプリント                   | サウスヴィグラス | 牡7  | 柴田善臣                 | 高橋祥泰                 | JRA美浦 |
| 11月3日                              | 大井競馬場                           | サウスヴィグラス | 牡7  | 南波壽                   | 南波壽                   | 1:09.7  |
| 第3回JBCクラシック                   | 第3回JBCクラシック                   | アドマイヤドン   | 牡4  | 安藤勝己                 | 松田博資                 | JRA栗東 |
| 11月3日                              | 大井競馬場                           | アドマイヤドン   | 牡4  | 近藤利一                 | 近藤利一                 | 2:04.3  |
| 第54回全日本2歳優駿                  | 第54回全日本2歳優駿                  | アドマイヤホープ | 牡2  | 武豊                     | 橋田満                   | JRA栗東 |
| 12月17日                             | 川崎競馬場                           | アドマイヤホープ | 牡2  | 近藤利一                 | 近藤利一                 | 1:42.8  |
| 第49回東京大賞典                     | 第49回東京大賞典                     | スターキングマン | 牡4  | 武豊                     | 森秀行                   | JRA栗東 |
| 12月29日                             | 大井競馬場                           | スターキングマン | 牡4  | （有）ゴールドレーシング | （有）ゴールドレーシング | 2:03.7  |

## 表彰

### JRA賞
- 年度代表馬・最優秀4歳以上牡馬 シンボリクリスエス
- 最優秀2歳牡馬 コスモサンビーム
- 最優秀2歳牝馬 ヤマニンシュクル
- 最優秀3歳牡馬 ネオユニヴァース
- 最優秀3歳牝馬 スティルインラブ
- 最優秀4歳以上牝馬 ビリーヴ
- 最優秀父内国産馬 ヒシミラクル
- 最優秀短距離馬 デュランダル
- 最優秀ダートホース アドマイヤドン
- 最優秀障害馬 ビッグテースト

### ダートグレード競走最優秀馬
アドマイヤドン

### NARグランプリ
- 年度代表馬・サラブレッド系4歳上最優秀馬・最優秀牝馬 ネームヴァリュー
- サラブレッド系2歳最優秀馬 コスモバルク
- サラブレッド系3歳最優秀馬 ナイキアディライト
- 最優秀短距離馬 ハタノアドニス
- アラブ系最優秀馬 マリンレオ
- ばんえい最優秀馬スーパーペガサス
- 特別表彰馬 ロジータ、アドマイヤドン

## リーディング

### リーディングジョッキー
| 分類         | 騎手の氏名 | 勝利数 |
| ------------ | ---------- | ------ |
| 中央競馬     | 武豊       | 204    |
| 地方競馬     |            |        |
| ばんえい競走 |            |        |

### リーディングトレーナー
| 分類         | 調教師の氏名 | 勝利数 |
| ------------ | ------------ | ------ |
| 中央競馬     | 藤沢和雄     | 63     |
| 地方競馬     |              |        |
| ばんえい競走 |              |        |

## 誕生
この年に生まれた競走馬は2006年のクラシック世代となる。

### 競走馬
- 1月23日 - アルーリングボイス
- 2月8日 - アドマイヤキッス
- 2月9日 - アサヒライジング
- 2月19日 - ネヴァブション
- 2月20日 - ソングオブウインド、ブルーメンブラット
- 2月22日 - ジャリスコライト
- 2月23日 - アドマイヤムーン
- 2月24日 - コイウタ
- 2月27日 - フサイチパンドラ
- 3月1日 - アドマイヤジュピタ
- 3月7日 - ファイングレイン、メイショウサムソン
- 3月10日 - ステキシンスケクン、モエレジーニアス
- 3月13日 - アドマイヤメイン
- 3月14日 - ドリームパスポート
- 3月15日 - マツリダゴッホ
- 3月17日 - ロジック
- 3月18日 - マイネルキッツ
- 3月19日 - マルカシェンク
- 3月20日 - スーパーホーネット
- 3月25日 - サクラメガワンダー
- 3月26日 - フサイチジャンク
- 3月27日 - エアジパング
- 3月29日 - シニスターミニスター
- 3月30日 - マイネルネオス
- 4月5日 - バンブーエール、ヘニーヒューズ
- 4月6日 - フサイチリシャール、ブラックバースピン、ランヘランバ
- 4月8日 - テイエムプリキュア
- 4月20日 - コスモプラチナ
- 4月24日 - キングトップガン
- 4月25日 - キストゥヘヴン
- 4月30日 - ソリッドプラチナム
- 5月3日 - アドマイヤスバル
- 5月4日 - アロンダイト
- 5月11日 - グレイスティアラ
- 5月14日 - ダイワパッション
- 5月17日 - トーホウシャイン
- 5月21日 - アンバージャック
- 5月23日 - シェルズレイ
- 5月30日 - ニホンピロレガーロ
- 6月5日 - カワカミプリンセス
- 9月24日 - キンシャサノキセキ

### 人物
- 1月4日 - 小沢大仁（騎手）
- 1月8日 - 横山琉人（騎手）
- 5月21日 - 角田大河（騎手）
- 6月1日 - 大久保友雅（騎手）
- 9月18日 - 川端海翼（騎手）
- 11月24日 - 佐々木大輔（騎手）
- 11月28日 - 今村聖奈（騎手）
- 12月6日 - 鷲頭虎太（騎手）
- 12月10日 - 田口貫太（騎手）

## 死去

### 競走馬、繁殖馬
- 1月8日 - バンブーアトラス[3]
- 2月27日 - ナリタハヤブサ
- 3月13日 - エアシャカール[4]
- 3月 - ミュゲロワイヤル
- 4月10日 - タマモクロス[4]
- 5月13日 - デインヒル (Danehill)[15]
- 5月15日 - サイキョウサンデー[15]
- 8月9日 - カブラヤオー[10]
- 8月31日 - ターナボス(Tyrnavos)
- 11月29日 - ホリスキー[12]
- 不明 - ダハール
- 不明 - ハクタイユー
- 不明 - バトルイニシャチブ
- 不明 - プルラリズム(Pluralisme)
- 不明 - ロシアンブルー

### 人物
- 3月1日 - 大沢眞（元調教師）
- 3月4日 - 田中朋次郎（元調教師）[16]
- 4月25日 - 森安弘昭（元調教師）[17]
- 10月31日 - 蛯沢誠治（元騎手、調教助手）[18]
- 11月23日 - 菅浦一（冠名「アモン」の馬主、日本馬主協会連合会名誉会長）[19]

## 引退

### 競走馬
- 1月19日 - ナリタトップロード[3]
- 1月24日 - スエヒロコマンダー[20]、ゼンノエルシド[21]
- 1月26日 - ジャングルポケット[3]
- 1月31日 - トロットスター[22]、トゥナンテ[23]
- 2月12日 - ヤマカツスズラン[23]
- 2月14日 - サクラヴィクトリア[24]
- 2月22日 - サクセスビューティ[25]、タヤスメドウ[25]
- 3月7日 - トウカイポイント[16]
- 3月14日 - ジョーディシラオキ[26]
- 3月19日 - ティコティコタック[5]
- 3月21日 - タイムフェアレディ
- 3月29日 - オンワードセイント[6]
- 4月12日 - エアトゥーレ[27]
- 4月18日 - ダイワルージュ[17]、ケイワンバイキング[17]
- 5月10日 - アグネスフライト[17]
- 5月21日 - アドマイヤカイザー[28]
- 5月23日 - ロードアトラス[28]
- 5月28日 - ヘルスウォール[28]、カッツミー[29]
- 5月29日 - ロードクロノス[29]
- 6月11日 - カーネギーダイアン[30]
- 6月19日 - タフネススター[31]
- 6月27日 - レギュラーメンバー[8]
- 7月13日 - ショウナンカンプ[7]
- 7月18日 - トップコマンダー[32]
- 7月23日 - タムロチェリー
- 7月31日 - クラフトマンシップ[33]
- 8月20日 - ビーマイナカヤマ[34]
- 8月29日 - アグネスゴールド[11]
- 9月4日 - アイランドオオジャ[35]
- 9月14日 - ゴールドアリュール[10]
- 9月19日 - シンコウスプレンダ[36]
- 9月24日 - ダンツフレーム [注 1]
- 10月5日 - キタサンヒボタン[37]
- 10月19日 - ビリーヴ
- 10月22日 - レディブロンド[38]
- 10月24日 - ダブルハピネス[39]
- 11月5日 - イブキガバメント[40]
- 11月6日 - カチドキリュウ[40]
- 11月21日 - ダイヤモンドビコー[41]
- 11月22日 - レディパステル[12]
- 11月28日 - ロサード[42]
- 12月4日 - テイエムオーシャン[43]
- 12月19日 - サウスヴィグラス[44]
- 12月22日 - エイシンプレストン[45]
- 12月25日 - カネトシガバナー[45]
- 12月28日 - シンボリクリスエス

### 人物
- 2月28日 - 飯塚好次[24]、黒坂洋基[24]、諏訪富三[24]、森安弘昭[24]、坂田正行[24]（以上調教師）　今井規和[24]、原田聖二[24]、松本達也[24]、岸滋彦[24]、河内洋[25]（以上騎手）
- 4月20日 - 岡冨俊一[46]、内山正博[46]（いずれも騎手）
- 6月30日 - 菅谷正巳（騎手）
- 7月20日 - 日吉正和（騎手）[47]
- 10月31日 - 山田泰誠、橋本広喜（騎手）
- 12月20日 - 村本善之（騎手）[48]

### 繁殖馬
- イブキフロンティア
- イブキマイカグラ
- ウインドミル
- エルウェーウィン
- エルセニョール
- オフサイドトラップ
- オペックホース
- オーゴンカザン
- ギャロップダイナ
- グランアクトゥール
- ケントニーオー
- サクラテルノオー
- サクラトウコウ
- サンデーズショウ
- シャマードシンボリ
- ジョージモナーク
- シンコーユタカ
- シンチェスト
- スーパーシンザン
- スーパーボウル
- ダイナレター
- ダブルユアホリデー
- デュークグランプリ
- ナリタタイシン
- ノーザンキャップ
- パワークリント
- フジサンデーズサン
- ホリスキー
- マイシンザン
- マックロウ
- マニラザルーラー
- ミスズシャルダン
- モガミ
- ユウセンショウ
- ユウトウセイ
- ユートジョージ
- ライブリマウント
- ラシアンルーブル
- ランズダーン
- レイベストメント
- ワカクサホマレ